# Trento (Agusan del Sur)
Pour les articles homonymes, voir Trento.
Trento est une municipalité de la province d'Agusan del Sur, aux Philippines.